# Justice Sueing
Justice Lamont Sueing Jr. (Santa Ana, 15 maart 1999) is een Amerikaans basketballer.

## Carrière
Sueing speelde collegebasketbal voor de California Golden Bears van 2017 tot 2019. En na een jaar aan de kant van 2020 tot 2023 voor de Ohio State Buckeyes. In 2023 werd hij niet gekozen in de NBA draft maar speelde wel in de NBA Summer League voor de Oklahoma City Thunder. Hij tekende daarna zijn eerste profcontract bij de Antwerp Giants. Voor zijn tweede seizoen in Europa tekende hij bij de Poolse eersteklasser Czarni Słupsk.

## Privéleven
Sueings vader Justice Sueing Sr. was ook een profbasketballer in de Verenigde Staten (Brooklyn Kings), Israël en Luxemburg.